# بژژنا (استان پودلاسکی)
بژژنا (به لهستانی:  Brzezina) یک روستا در لهستان است که در گمینا میخاوووو واقع شده‌است.